# 抚州圣若瑟堂
抚州圣若瑟堂位于中国江西省抚州市文昌桥东大公东路北侧的灵芝山路，是一座大型天主教堂，始建于1908年，竣工于1918年。
建筑风格采用哥特式，占地面积3850平方米，建筑面积2109平方米，进深62米，宽34米，高30米，前后共有六座塔楼，正面为钟楼，整个建筑用青砖、红石、白麻石精工砌筑而成，色调明快，教堂内部有58根红色科林斯式巨柱，顶高15米。教堂四壁有14200块彩色玻璃花窗，最高的有13米多。
抗日战争时期遭日军飞机轰炸。1951年秋，美籍神父黄克爱被驱逐出境。1966年文化大革命开始，教堂内祭台、神像全部被砸，先后被工厂、学校占用，建筑严重损坏。1985年—1987年修复。1987年12月8日，举行隆重的复堂仪式。